# Roberto Colaninno
Roberto Colaninno (Mantova, 16 agosto 1943 – Mantova, 19 agosto 2023) è stato un imprenditore e dirigente d'azienda italiano.

## Biografia
Diplomato in ragioneria, nel 2001 è stato insignito della laurea honoris causa in economia e commercio dall’Università di Lecce e nel 2013 del master h.c. in management, innovazione e ingegneria dei servizi dalla Scuola Superiore Sant’Anna di Pisa.
È stato presidente di Telecom, IMMSI, Piaggio, Alitalia.
Aveva origini pugliesi: la sua famiglia era originaria di Acquaviva delle Fonti.
Ha avuto due figli, entrambi imprenditori: il primogenito Matteo (deputato dal 2008 al 2019 del Partito Democratico e dal 2019 al 2022 di Italia Viva, oggi Presidente del Gruppo Piaggio e di IMMSI), e il secondogenito, Michele (amministratore delegato del Gruppo Piaggio, amministratore delegato e direttore generale di IMMSI, la holding industriale controllata dalla famiglia Colaninno).

### Olivetti
La sua carriera inizia in FIAAM Filter, azienda italiana di componenti per auto con sede a Mantova, di cui diviene amministratore delegato. Nel 1981 fonda la SOGEFI, società di componentistica meccanica, con sede a Mantova, entrata ben presto nell'orbita della CIR di Carlo De Benedetti. Con l'8% Colaninno diventa quindi suo socio. Dimostrate le sue doti di amministratore delegato, nel 1996 venne nominato a capo di Olivetti nel momento della massima crisi dell'azienda, dopo che questa era già stata trasformata da De Benedetti, prima entrando nell'elettronica e poi nell'informatica. In quegli anni Colaninno annuncia che bisogna uscire dall'informatica e trasforma l'azienda in una holding di telecomunicazioni, vendendo le attività industriali in perdita e compiendo un importante turn around. Nel 1998 vende per oltre 7 miliardi di euro anche Omnitel, all'epoca secondo gestore nazionale di telefonia mobile, alla società tedesca Mannesmann, in seguito acquistata e assorbita dall'inglese Vodafone. Viene ceduta a Mannesmann anche Infostrada, operatore di telefonia fissa.

### Telecom Italia
All'inizio del 1999, grazie anche ai proventi ricavati dalla vendita della telefonia mobile, lancia una offerta pubblica di acquisto totalitaria su Telecom Italia, la più grande operazione di leveraged buyout mai realizzata in Italia (e una delle più importanti a livello globale). L'offerta prevede un prezzo considerato equo dalla Borsa: è la prima volta che accade in Italia. Come soci dell'operazione ha un gruppo di imprenditori-finanzieri del triangolo Brescia-Cremona-Mantova, soprannominato la razza padana dell'imprenditoria, guidati da Emilio Gnutti e riuniti nella società Hopa e in una finanziaria domiciliata in Lussemburgo di nome Bell.
L'operazione ha successo ma avviene in gran parte a debito. Colaninno diventa presidente e amministratore delegato, il gruppo degli imprenditori-finanzieri bresciani e amici crea una struttura di società a cascata in modo da avere prima il controllo di fatto dell'Olivetti e poi quello della Telecom. Nei successivi due anni Telecom si rafforza notevolmente a livello internazionale ed estende i settori d'attività, dalla telefonia fissa alla mobile, da Internet alla televisione, dalle comunicazioni satellitari ai sistemi informatici, aumentando il già alto livello di debiti di Olivetti e la Telecom. Nel luglio 2001 Colaninno si dimette perché in contrasto con l'azionista Bell, di cui non è socio, sulla decisione di vendere Telecom a Pirelli di Marco Tronchetti Provera e sulle strategie finanziarie di Bell rispetto a Telecom. Al momento delle dimissioni di Roberto Colaninno, il debito di Olivetti non è stato trasferito in Telecom per una precisa strategia finanziaria dello stesso Colaninno. Alla fine del 2001 l'indebitamento del sistema Olivetti-Telecom, contratto da Colaninno per finanziare la scalata del 1999, è comunque di 38 miliardi di lire.<refDragoni e Meletti, p. 41.</ref>
Per le cariche che abbandona in Olivetti Colaninno percepisce una buonuscita di 17 milioni e mezzo di euro oltre a un prezzo molto alto per le sue azioni Olivetti. In un'intervista, l'allora Ministro Franco Bassanini, dichiarò: "Ricordo la telefonata di Colaninno nel giorno in cui i suoi soci gli annunciarono la vendita a Tronchetti Provera. Colaninno mi disse: "Caro Franco non sono mai stato più ricco e più incazzato di oggi." Colaninno aveva un piano industriale ma era assieme a dei finanzieri con l'unico scopo il capital gain". Colaninno, come buonuscita per le cariche ricoperte in Telecom Italia, inizialmente rifiutata dal nuovo vertice di Telecom Italia, decide di rivalersi sui suoi soci bresciani che avevano trattato la vendita del pacchetto di controllo della Olivetti alla Pirelli, ottenendo altri 10 milioni di euro.

### Piaggio
Nel 2002 Colaninno acquista IMMSI (nata dallo scorporo degli immobili della Sirti, società del gruppo Telecom operante nelle reti telefoniche), società immobiliare, trasformata da Colaninno in una holding di partecipazioni industriali e quotata in Borsa. Nel 2003 attraverso IMMSI acquista Piaggio, con un'operazione di leveraged buyout. La società ha già subito un leveraged buyout nel 1999, quando è stata rilevata dalla Morgan Granfell, banca d'affari che fa capo alla Deutsche Bank. Si trova quindi con un indebitamento di 557 milioni di euro.
Nel 2004 con l'acquisizione dei marchi motociclistici Aprilia e Moto Guzzi, amplia il perimetro del Gruppo Piaggio ed entra nel business delle moto. Nel 2006 Colaninno quota Piaggio in Borsa. In vent'anni di sua gestione, il Gruppo Piaggio è diventato il principale produttore di scooter europeo e uno dei principali produttori di scooter e moto al mondo, con otto impianti produttivi (tre in Italia, uno in India, uno in Vietnam, uno in Indonesia, uno in Cina e uno in America, a Boston).
Il Gruppo Piaggio opera con diversi marchi, oltre al proprio: Vespa, Gilera, Scarabeo, Aprilia, Moto Guzzi, Derbi, Ape, Piaggio Veicoli Commerciali.
Al gruppo IMMSI fa capo anche la società di cantieristica navale Intermarine di Sarzana (cedutagli dal gruppo Montedison nel 2003) che dal 31 dicembre 2012 ha incorporato la Rodriquez Cantieri Navali di Messina. L'Intermarine ad agosto 2009, quando operava quasi prevalentemente nel settore militare, si è aggiudicata un contratto del valore di 198,7 milioni di euro per l'ammodernamento di otto cacciamine della Marina Militare Italiana, classe "Gaeta". Il contratto prevede la realizzazione e l'installazione di nuovi apparati del sistema di combattimento delle unità navali, costruite dalla stessa Intermarine e consegnati alla marina tra il 1992 e il 1996. L'azienda nel precedente mese di giugno ha varato anche un altro cacciamine da 52,5 metri per la Marina finlandese e ha costruito decine di guardacoste e vedette per la Guardia di Finanza.

### CAI
Nel 2008 viene costituita, in seguito a una iniziativa di Silvio Berlusconi, una "NewCo", la CAI - Compagnia Aerea Italiana, una società-veicolo che intende acquisire l'Alitalia dal bilancio in rosso ma solo dopo aver provocato il fallimento pilotato della compagnia di bandiera pubblica. La società, presieduta dallo stesso Colaninno e formata, con la regia di Intesa Sanpaolo guidata all'epoca da Corrado Passera, da una ventina di imprenditori definiti "patrioti" da Berlusconi, riesce, dopo estenuanti trattative, a raggiungere un accordo con i sindacati confederali (CGIL, CISL, UIL e UGL) il 25 settembre 2008 e quindi il 12 dicembre 2008 firma con il commissario straordinario Augusto Fantozzi l'atto di acquisto di Alitalia. Il passivo addossato alla collettività (contribuenti, piccoli azionisti, creditori della vecchia compagnia) è stato calcolato dall'economista Tito Boeri in 4 miliardi di euro.
Negli anni i conti non migliorano. Dal 2015 la CAI - Compagnia Aerea Italiana è proprietaria, attraverso la sussidiaria MidCo, del 51% della nuova Alitalia, mentre il restante 49% è detenuto da Etihad Airways.

### Procedimenti penali
Nel maggio 2009 venne assolto in appello dall'accusa di bancarotta nel crac Italcase-Bagaglino, che gli sarebbe valsa anche l'interdizione dai pubblici uffici per 5 anni. Rispetto ai capi di imputazione che gli erano stati contestati, i magistrati hanno accertato che in un caso il fatto non sussisteva e nell'altro caso che Colaninno non aveva commesso il fatto.
Il 5 ottobre 2015 venne rinviato a giudizio insieme con altre 16 persone tra cui Corrado Passera e Carlo De Benedetti in riguardo alle indagini per le morti d'amianto della Olivetti; il 18 luglio 2016 fu l'unico a essere assolto.
Dal casellario giudiziario non risulta nessuna iscrizione a suo carico.

## La finanza creativa
Sul libro La paga dei padroni Gianni Dragoni e Giorgio Meletti riportano diverse scalate finanziare, tra le quali le acquisizioni di Telecom Italia e di Piaggio. Secondo gli autori, tali scalate vennero realizzate grazie a prestiti bancari, ripagati in seguito con la gestione operativa dell'azienda acquisita.